# Никон (Софійський)
Ни́кон (в миру Миколай Андрійович Софі́йський;  26 травня 1861, село Озарніково, Чухломський повіт, Костромська губернія -  10 червня 1908 , Тифліс (Тбілісі), Грузія) — єпископ єпископ Російської православної церкви в добу Російської імперії; з 9 червня 1906 року - архієпископ Карталинський і Кахетинський,  Екзарх Грузії, член  Святійшого Синоду.

## Родина
Народився в селі Озарніково (нині урочище в Чухломському районі Костромської області) в родині сільського священика Андрія  Софійського і його дружини Марії. Коли Миколі було три роки, батько помер. Родина, в якій було семеро дітей (шість хлопчиків і одна дівчинка), і без того жила бідно, а після цього залишилася без засобів до існування. Зміг здобути освіту лише завдяки праці його матері, що годувала сім'ю, займаючись важкою селянською працею. Точно так само і інші діти отримали освіту (не враховуючи брата Василя, що народився глухонімим), а старший брат Іван пізніше був протоієреєм у  Чухломському Преображенському соборі.
Дружина - Серафима, уроджена Паніна, донька соборного священика міста Макар'єва. Померла в 1884; їх шлюб тривав лише один рік і три місяці.

## Освіта
Закінчив Солігаліцьке духовне училище,  Костромську духовну семінарію (1882). Був одним з кращих вихованців, але відмовився вступати до академії, що вікривала шлях до духовної кар'єри, надаючи перевагу життю сільського священика.
Після смерті дружини, у 1884 році вступив до  Санкт-Петербурзької духовної академії, яку закінчив зі ступенем кандидата богослів'я в 1888 (тема кандидатської роботи: «Походження, характер і значення фарисейської секти в історії юдейства»). Рецензент твору доцент І. Г. Троїцький у своєму відгуку, зокрема, писав, що «до найбільш визначних місць твору слід віднести зроблену автором характеристику фарисеїв і їх вчення, що за своєю художністю і повнотою може бути названа найкращою поміж собі подібними».

## Священик, чернець, педагог
З 27 серпня 1882 року - наглядач Макар'євського духовного училища.
20 лютого 1883 року висвячений на священика.
З лютого 1883 року - священик села Мамонтово Макар'євського повіту.
У 1887 році пострижений в чернецтво.
З 2 жовтня 1888 року - інспектор Санкт-Петербурзької духовної семінарії.
З 30 березня 1891 року - ректор  Володимирської духовної семінарії з возведенням у сан архімандрита.

Був відомий як строгий наставник, діяльність якого викликала невдоволення багатьох семінаристів. Митрополит Євлогій (Георгіївський), який служив під його керівництвом у Володимирській духовної семінарії, дав таку характеристику владики Никона, яка пояснює його дії: 

Це був гарний, здоровий, могутній чоловік, чернецтва не любив. «Мені б не ченцем, а крючником на Волзі бути …» - говорив він. О. Никон прийняв постриг не за потягом, а через потребу як-небудь влаштувати свою бідолашну долю вдовуючого священика... О. Никон болісно переживав нав'язане йому зовнішніми обставинами чернецтво і періодами впадав у похмуру зневіру, близьку до відчаю …
Він сам розумів, що в ченці він не годиться. «З попа та з солдата хорошого монаха не викроїш», - говорив він... Важка доля о. Никона залишила на ньому свій слід. Чесний, розумний, здібний, він замкнувся в рамках суворої законності, чужої любові і ідеалізму. Дисципліну він підтримував жорстокими заходами: залякуванням і нещадними репресіями. У семінарії створилася важка атмосфера, насичена злобою, страхом і ненавистю по відношенню до начальства. 

У той же час при прощанні з вихованцями в 1898 о. Никон виклав власну точку зору на свої адміністративні заходи: 

Я був суворим для напоумлення і виправлення. Але всі суворі стягнення, передбачені законом і совістю, я завжди розчиняв милістю; лише не посвяченим у справу вони здавалися сухою правдою. Тепер без шкоди для вас можу сказати, що іноді і зовсім прощав навіть великі провини, коли вони не були розголошені, коли не спокушали і коли помилування, як таємне, не могло подати приводу вважати проступки дозволеними і, таким чином, служити приводом до розбещеності закладу. Тепер без шкоди для вас можу сказати і те, що дитячих пустощів ваших часто, бачачи, не бачив і, чуючи, не чув, коли вони не свідчили про моральну зіпсованість .

.
Жорсткі заходи ректора академії привели до замаху на його життя, яке здійснив один з семінаристів, людина, психічно неврівноважена. Дивом залишившись в живих, о. Никон домігся звільнення злочинця (він був поміщений в лікарню) і пізніше, ставши єпископом, призначив його псаломщиком. Після замаху духовна влада запропонувала йому перейти на іншу, більш легку і вигідну посаду, але він відмовився і ще протягом трьох років продовжував служити ректором.
Очолюючи семінарію, виявив здібності хорошого господарника: при ньому був проведений капітальний ремонт семінарського храму.

## Архієрей
3 березня 1898 року в залі Святійшого Синоду відбулося наречення архімандрита Никона в єпископа.
8 березня 1898 року в Троїцькому соборі  Олександро-Невської Лаври хіротонізований на єпископа Вольського, вікарія Саратовської єпархії. Хіротонію здійснили митрополит Санкт-Петербурзький Паладій Раєв, митрополит Київський Іоанникій Руднєв, архієпископ Новгородський Феогност Лебедєв, архієпископ Фінляндський Антоній Вадковський, єпископ Тверський Димитрій Самбікін, єпископ Нарвський Іоанн Кратіров і єпископ Гдовський Веніамін Муратовський.
У липні того ж року був призначений тимчасово керуючим Таврійської єпархії у зв'язку з хворобою, а потім і смертю її правлячого архієрея, єпископа  Михайла Грибановського.
З 6 лютого 1899 року - єпископ Нарвський, вікарій Санкт-Петербурзької єпархії. Був головним спостерігачем за викладанням  Закону Божого у світських середніх і нижчих навчальних закладах Петербурга. В 1901 став одним із засновників Костромського благодійного товариства в Петербурзі, завданням якого була допомога костромчанам, які жили в столиці, в тому числі малолітнім, сиротам, людям похилого віку, учням.

### Єпископ Вятський та Слобідський
З 10 грудня 1901 року - єпископ Вятський та Слобідський. Відвідав майже всі парафії єпархії, побувавши навіть в тих із них, жителі яких жодного разу не бачили в своїх храмах свого архієрея. За його пропозицією, в міських церквах Вятки по неділях, після вечірні, організовувалися повчальні читання. Організував ремонт Вятського кафедрального собору і архієрейського будинку. Зміг врегулювати конфлікт з вихованцями  Вятської духовної семінарії таким чином, що було звільнено менше число учнів, ніж очікувалося, причому багато хто зі звільнених був пізніше знову прийнятий в семінарію, завершивши тим самим освіту (мабуть, він врахував складний досвід свого ректорства у  Володимирі).
Підтримував єдиновірський рух (прихильники якого служили за старими книгами, але знаходилися в юрисдикції Відомства православного віросповідання Російської імперії) на противагу старообрядництву. Під час його єпархіального архієрейства були закладені два єдиновірських храми. Причому на початку будівництва одного з них - в селі Осипинське Глазовського повіту - єпископ особисто здійснив за стародавніми книгами всеночну, яка тривала близько п'яти годин.
Заохочував місіонерську діяльність серед черемисів ( марійців),  татарів, вотяків ( удмуртів), заохочував переклади релігійних текстів на національні мови. Організував у Вятці місіонерські курси, на яких навчалися представники цих народів, що після закінчення ставали псаломщиками і вчителями церковно-парафіяльних шкіл, а потім і священиками. Сам викладав на курсах Священне Писання.

### Володимирський архієрей

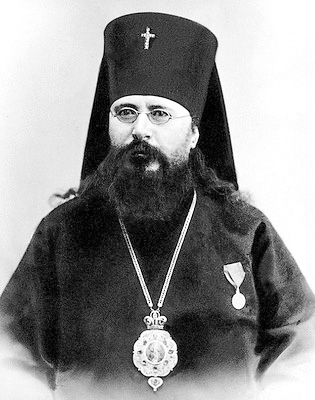
Никон (Софійський), єп. Володимирський. Світлина. Поч. XX ст. (РГИА)

З 27 листопада 1904 року - єпископ Володимирський і Суздальський.
Ініціював будівництво нового жіночого єпархіального училища, для чого було куплене місце в кращій частині міста. В умовах заворушень семінаристів домігся того, що семінарія була закрита, а заарештовані цивільною владою учні звільнені. За його ініціативою при Братстві св. Олександра Невського була відкрита місіонерська школа. Багато проповідував, часто здійснював поїздки по єпархії.
6 травня 1906 возведений у сан архієпископа.

### Екзарх Грузії
З 9 червня 1906 - архієпископ Карталинський і Кахетинський, Екзарх Грузії, постійний член Святійшого Синоду.
Був направлений в Грузію у ситуації, коли місцеве духовенство активно вимагало відновлення  автокефалії, яку Грузинська церква втратила в 1811 році. Під час його прибуття в Тифліс 26 серпня 1906 року, грузинське духовенство відмовилося зустрічати Екзарха. У кафедральному Сіонському соборі його зустрічали тільки російські священики і єдиний грузин єпископ Горійський Петро Кончуєв, який у вітальній промові побажав, щоб новопризначений Екзарх сам домагався автокефалії Грузинської церкви.
Однак екзарх відмовився підтримати вимоги про відновлення автокефалії - в результаті грузинське духовенство оголосило йому бойкот.
Вважав за можливе виділити зі складу Грузинського Екзархату частини з російським і грецьким населенням і приєднати їх до російських єпархій; грузинським же частинам Екзархату - надати певну частку самостійності.
За його ініціативи було розпочато ремонт пам'ятника грузинської церковної старовини -  Мцхетського собору, на що він виклопотав у Святійшого Синоду значні кошти. Також ініціював початок перегляду та виправлення священних і богослужбових книг грузинською мовою, для чого була утворена спеціальна комісія. Владика Никон домігся введення виборності духовенства Тифліської єпархії та міста Баку (що було безпрецедентно для Російської імперії), в грузинських духовно-навчальних закладах богословські предмети стали викладати грузинською мовою. За його клопотанням були виділені значні кошти на благоустрій церковно-парафіяльних шкіл. Підтримав створення в Тифлісі релігійно-філософського товариства. Згодом грузинське духовенство постановило частково зняти бойкот і, не визнаючи в Екзархові законного архіпастиря Грузії, стало, однак, входити з ним у адміністративно-службові відносини.

Архієпископ Никон також домігся асигнування коштів для виправлення видання  Біблії і богослужбових книг осетинською і абхазькою мовами. Після його загибелі єпископ Сухумський Димитрій Сперовський так оцінював діяльність Екзарха: 
 Завдяки владній підтримці, абхазька перекладацька комісія протягом одного року встигла перекласти і надрукувати чини божественної літургії, хрещення, вінчання і поховання, причому священні співи покладені на ноти. Восени минулого року ми мали можливість урочисто відкрити в моїй особистій присутності богослужіння абхазькою мовою. Почувши слово Боже і молитви рідною мовою, абхазці дуже зраділи. Це була велика апостольська справа, яку зробив для них покійний архіпастир-мученик. 

### Загибель
28 травня 1908 hjre був смертельно поранений пострілами з пістолета на сходах Грузино-Імеретинської Синодальної контори; вбивці втекли з місця злочину. Помер через 20-30 хвилин після замаху.
Відповідно до свого заповіту, був похований в кафедральному Успенському соборі м. Владіміра, в цинковій труні, в південно-західному куті, в ногах гробниці архієпископа Володимирського і Суздальського Сергія Спаського.
У причетності до загибелі владики противники автокефалістів звинувачували прихильників грузинської автокефалії (в тому числі і з числа ієрархів), але довести нічого не вдалося.
Мав ордени:  Св. Володимира 3-го ступеня (1899),  Св. Анни 1-го ступеня (1902); в 1907 році отримав діамантовий хрест для носіння на клобуці.